# Joc de taula de rol

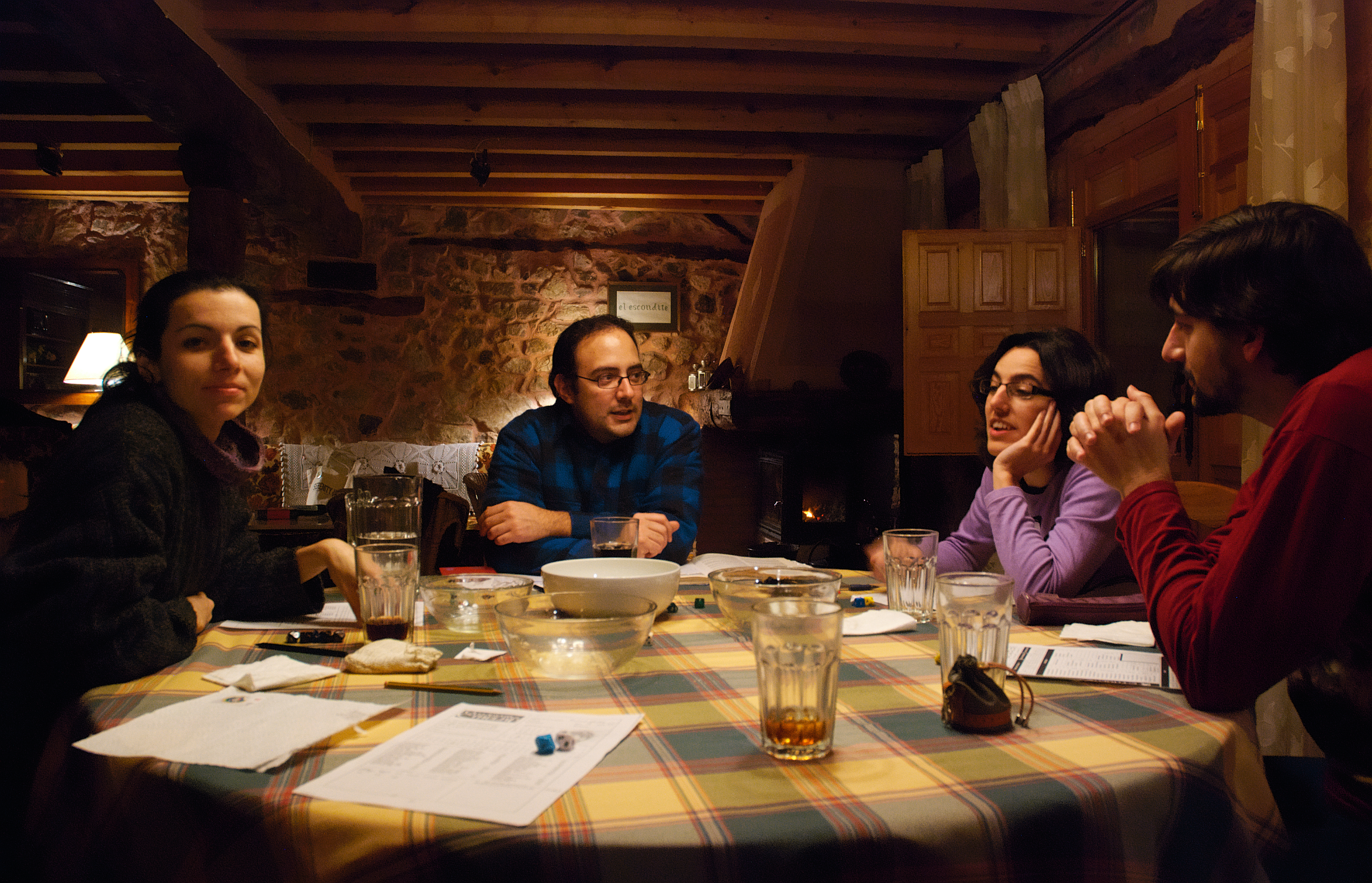
Jugadors de rol en una partida privada

Un joc de taula de rol (o joc de rol de llapis i paper) és una forma de joc de rol (RPG) en què els participants descriuen les accions dels seus personatges a través del discurs. Els participants determinen les accions dels seus personatges basant-se en la seva caracterització, i les accions tenen èxit o fallen segons un conjunt de normes i directrius seguint un sistema formal. Dins de les regles, els jugadors tenen llibertat d'improvisar; les seves opcions configuren la direcció i el resultat del joc.
A diferència d'altres tipus de jocs de rol, sovint es realitzen jocs de rol de taula seguint un radioteatre: només actua el component parlat d'un rol. Aquesta actuació no sempre és literal, i els jugadors no sempre parlen exclusivament del personatge En comptes d'això, els jugadors interpreten el seu paper decidint i descrivint quines accions tindran els seus personatges dins de les regles del joc. En la majoria de jocs, un jugador especialment designat s'anomena el director del joc (o game master, GM)—també conegut com el Dungeon Master (DM) a Dungeons & Dragons, àrbitre per a tots els jocs de Game Designers' Workshop, o narrador pel sistema narratiu—crea un ambient en què cada jugador juga el paper d'un sol personatge. El GM descriu el món del joc i els seus habitants; els altres jugadors descriuen les accions previstes dels seus personatges i el GM descriu els resultats. Alguns resultats són determinats pel sistema de joc i alguns són triats pel GM.
Els termes llapis i paper i taula solen utilitzar-se per distingir aquest format de RPG d'altres formats, ja que ni el llapis ni el paper ni la taula són estrictament necessaris.